# Tesoro dorado
El tesoro dorado (Guldskat), a veces traducido también como Joya de oro, es un cuento de hadas del escritor y poeta danés Hans Christian Andersen, famoso por sus cuentos para niños. El cuento se publicó por primera vez en Dinamarca en 1865.

## Trama
Pedro nació con un don para la música, y su madre, que siempre le decía que persiguiese sus sueños, lo anima junto con el Músico Mayor a que sea músico. Pero su padre no está de acuerdo, y lo envía a la guerra. Ya allí, demuestra su don con el tambor y consigue que ganen la guerra, aunque él nunca lo cuenta. Pedro decide ganarse la vida como músico, y antes de irse se enamora de Carlota, la hija del magistrado. Debido a su talento, se hace rico y famoso, y por fin logra casarse con Carlota y hacer realidad el deseo de su madre: que por muy tarde que fuera, su pequeño «tesoro dorado» aguantara hasta el final como el sol del atardecer que lo iluminó antes de nacer.